# 321 (số)
321 (ba trăm hai mươi mốt) là một số tự nhiên ngay sau 320 và ngay trước 322.